# جون هاتي
جون هاتي (بالإنجليزية: John Hattie)‏ هو تربوي نيوزلندي، ولد في 1950 في تيمارو ‏ في نيوزيلندا.